# Yonas Malede
Yonas Malede (Kiryat Bialik, 14 de noviembre de 1999) es un futbolista israelí que juega en la demarcación de delantero para el Maccabi Tel Aviv F. C. de la Liga Premier de Israel.

## Selección nacional
Tras jugar con la selección de fútbol sub-19 de Israel y la sub-21 finalmente hizo su debut con la selección absoluta el 5 de junio de 2021 en un partido amistoso contra Montenegro. El partido acabó con un resultado de 1-3 a favor del combinado israelí tras el gol de Fatos Bećiraj para Montenegro, y de Eran Zahavi, Manor Solomon y Gadi Kinda para Israel.

## Clubes
| Club                   | País    | Año       | Partidos | Goles |
| ---------------------- | ------- | --------- | -------- | ----- |
| Maccabi Netanya F. C.  | Israel  | 2019-2021 | 80       | 12    |
| K. A. A. Gante         | Bélgica | 2021-2022 | 40       | 2     |
| KV Malinas             | Bélgica | 2022-2024 | 45       | 2     |
| Maccabi Tel Aviv F. C. | Israel  | 2024-     | 15       | 1     |

## Palmarés

### Títulos nacionales
| Título                 | Club                   | País    | Año  |
| ---------------------- | ---------------------- | ------- | ---- |
| Copa de Bélgica        | K. A. A. Gante         | Bélgica | 2022 |
| Liga Premier de Israel | Maccabi Tel Aviv F. C. | Israel  | 2024 |
| Supercopa de Israel    | Maccabi Tel Aviv F. C. | Israel  | 2024 |
| Copa Toto Al           | Maccabi Tel Aviv F. C. | Israel  | 2025 |
| Liga Premier de Israel | Maccabi Tel Aviv F. C. | Israel  | 2025 |